# Chiesa della Beata Vergine della Neve (Foppolo)
La chiesa della Beata Vergine della Neve è una chiesa che si trova a Foppolo (BG).
È una chiesa suffraganea della parrocchia di Foppolo: la parrocchiale è la più antica chiesa di Santa Maria Assunta. Il luogo di culto è parte del vicariato di Branzi-Santa Brigida-San Martino oltre la Goggia, nella diocesi di Bergamo.

## Storia
La costruzione della chiesa è iniziata nel 1969 per volere di don Angelo Testa, allora parroco di Foppolo. La volontà era di dare al piccolo comune un secondo e più moderno luogo di culto (oltre alla cinquecentesca chiesa parrocchiale), soprattutto in occasione del contemporaneo boom turistico.
La collocazione, a breve distanza da piazzale Alberghi, dagli impianti sciistici e dai più moderni edifici residenziali, è volta a garantire un facile accesso dalla zona del comune più interessata dall'edilizia turistica. Le donazioni necessarie per la costruzione sono giunti da parrocchiani e villeggianti.
L'edificazione è terminata nel 1975 con la consacrazione e la dedicazione alla Madonna della Neve.
La chiesa è stata successivamente restaurata negli anni 1993-1996.

## Descrizione

### Esterno
L'edificio della chiesa, in calcestruzzo armato, è sito su una piattaforma posta in un terreno in pendenza, sostenuta da un edificio di tre piani, ospitante il centro ricreativo e la Casa per ferie "Oasi". Dal versante meridionale la piattaforma è a livello della strada, accessibile da via Magri. La facciata è rivolta verso est.
Il tetto in lamiera, molto pendente per via dell'elevata nevosità del luogo, è a quattro falde in compluvio.
Le pareti laterali hanno ampia superficie vetrata per assicurare luminosità e permettere, dal lato destro, la visione del panorama della valle.

### Interno
La chiesa presenta un'unica navata centrale, con sedie e panche disposte ai due lati. Sono presenti le seguenti opere d'arte:
- Crocifisso in argilla refrattaria, modellato da Centro Ave di Loppiano (FI) nel 1973
- Tabernacolo in metallo e smalti, a destra dell'altare (Centro Ave, 1973)
- Statua della Madonna della Neve in argilla refrattaria, a sinistra dell'altare (Centro Ave, 1973)
- Statua della Madonna Assunta in legno (autore ignoto)
- Altare, ambone e supporto del tabernacolo in travertino (Centro Ave, 1973)
- Quadro a lunetta "Madonna della Neve", con antica rappresentazione invernale di Foppolo (autore ignoto, precedente la chiesa). Posto superiormente al crocifisso
- Vetrata artistica "Incoronamento di Maria Regina del cielo", sulla facciata (Cattaneo, 1984)
- Vetrata artistica con simboli liturgici[5], sulla parete sinistra (Cosetta Arzuffi, 1996)

## Galleria d'immagini

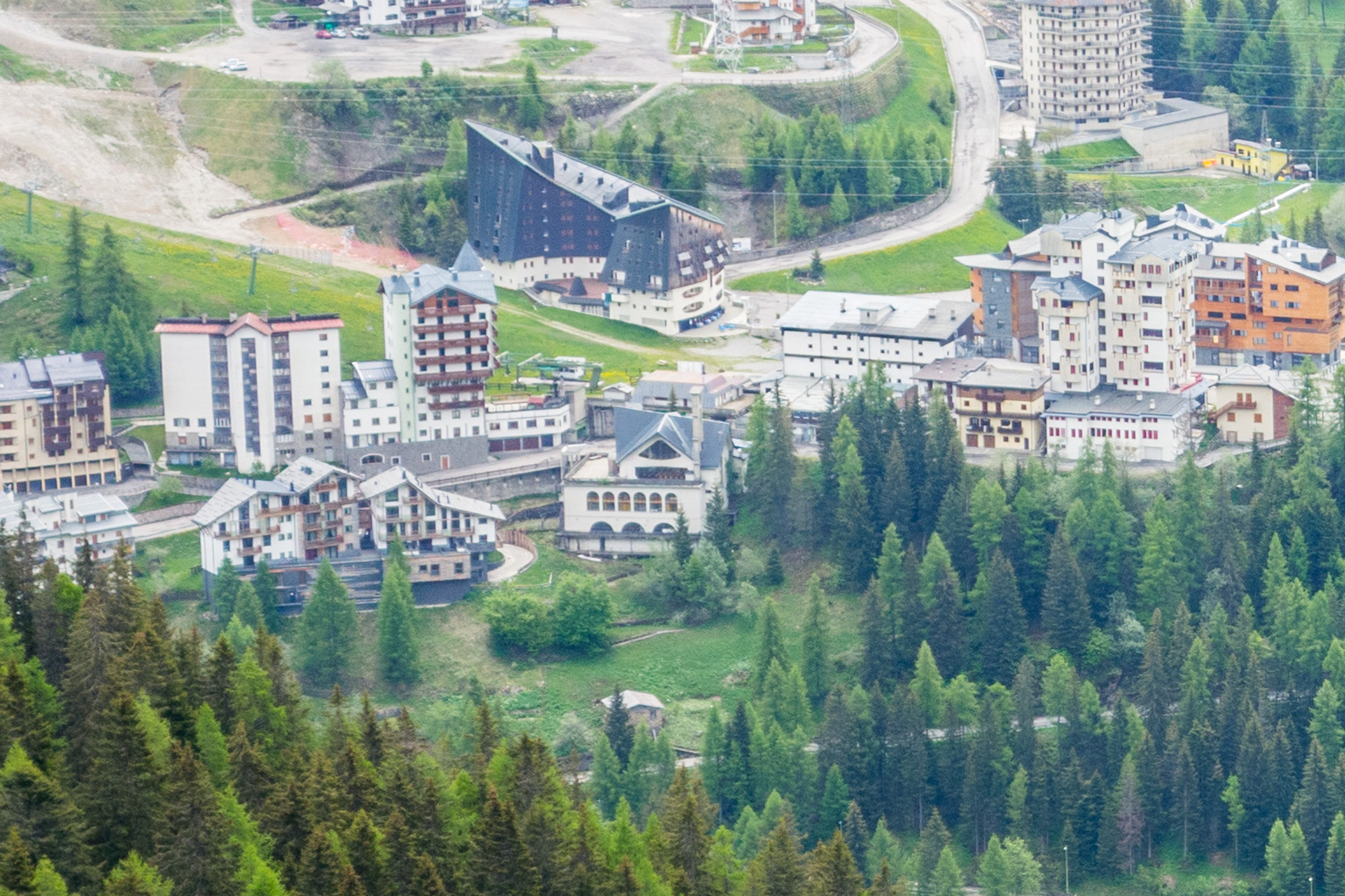
Foto della chiesa dalle alture circostanti
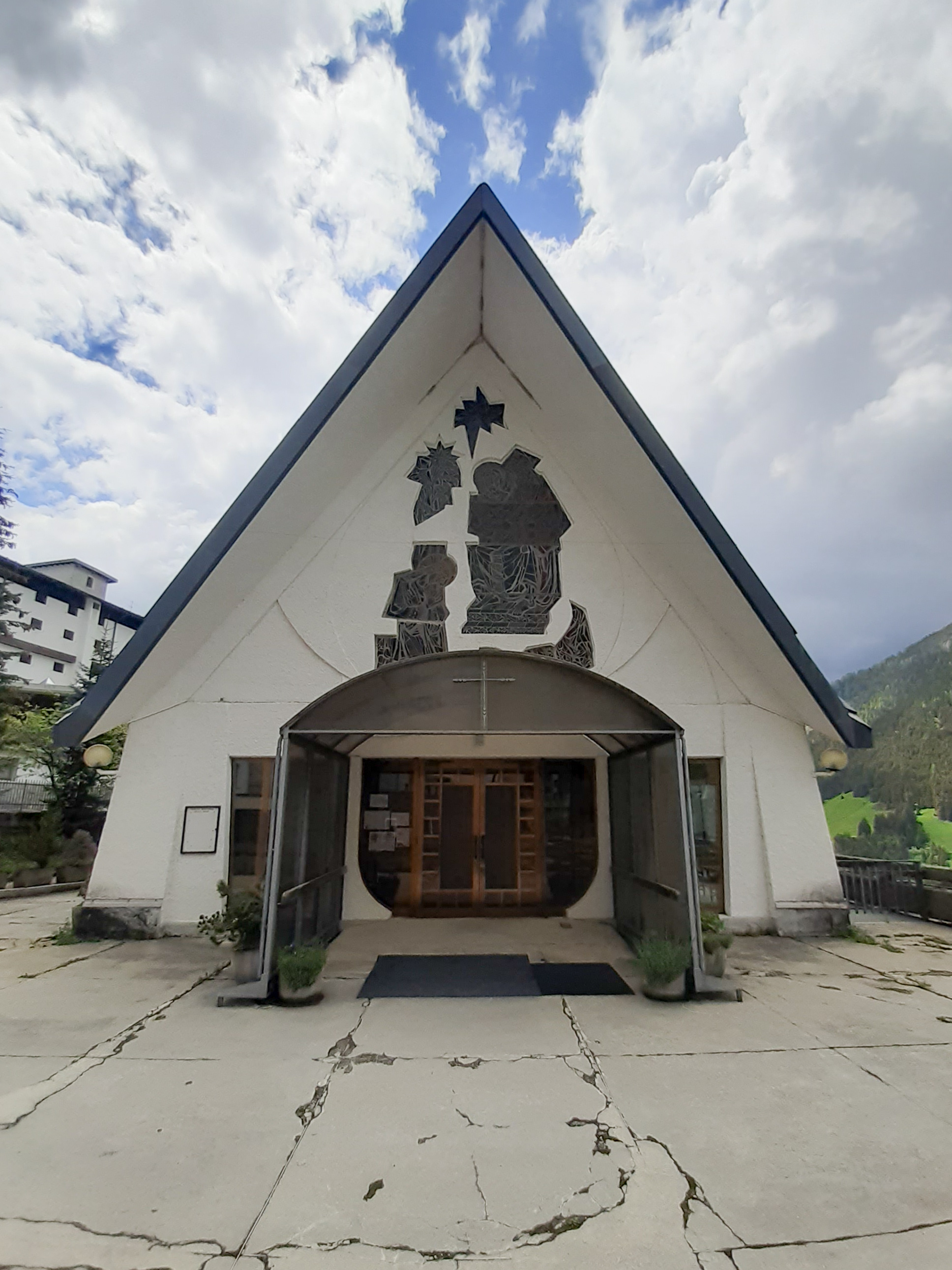
Facciata
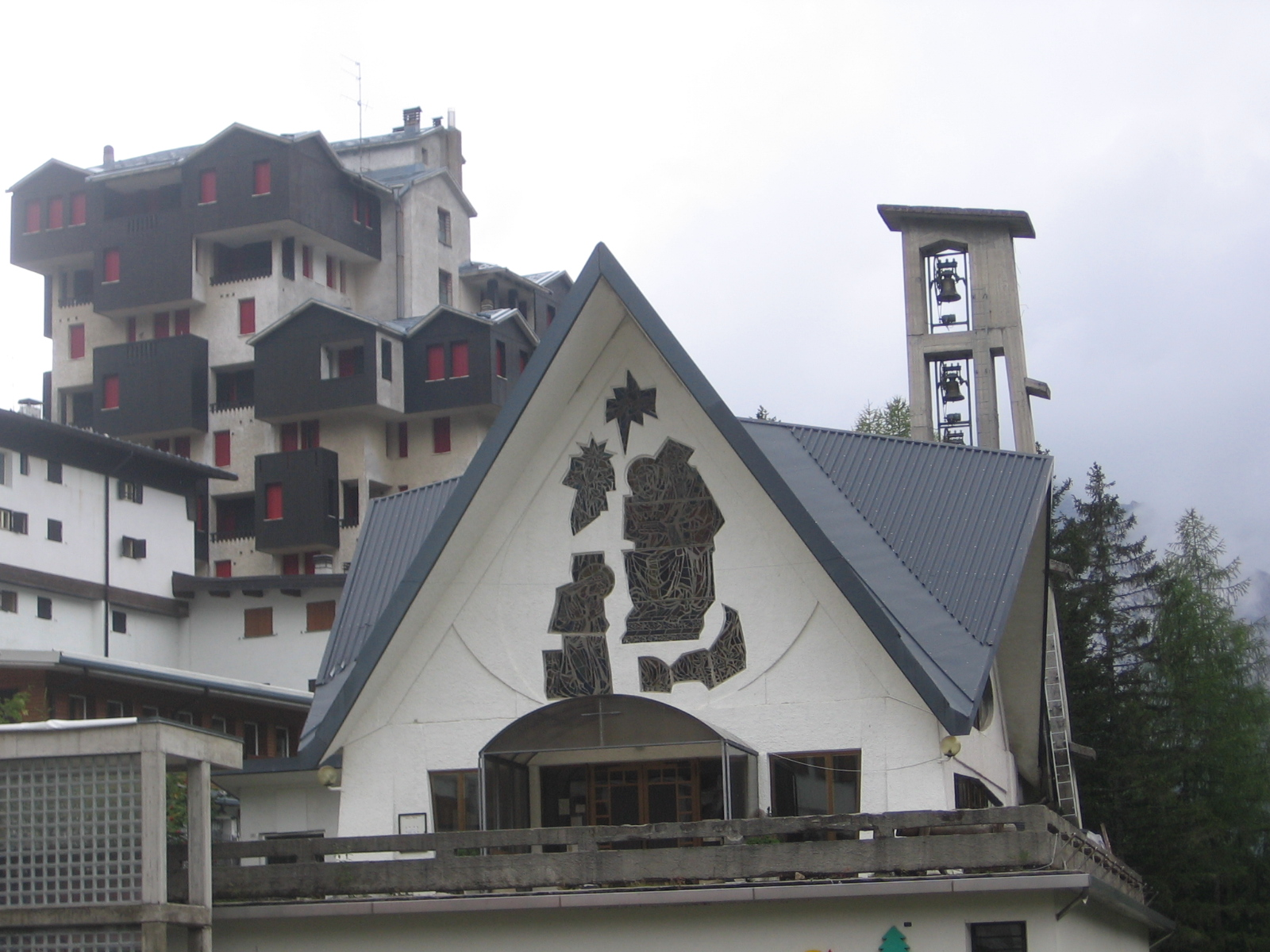
Altra visuale esterna. Sono visibili la piattaforma sottostante la chiesa e, posteriormente, il condominio "Tre Cime"
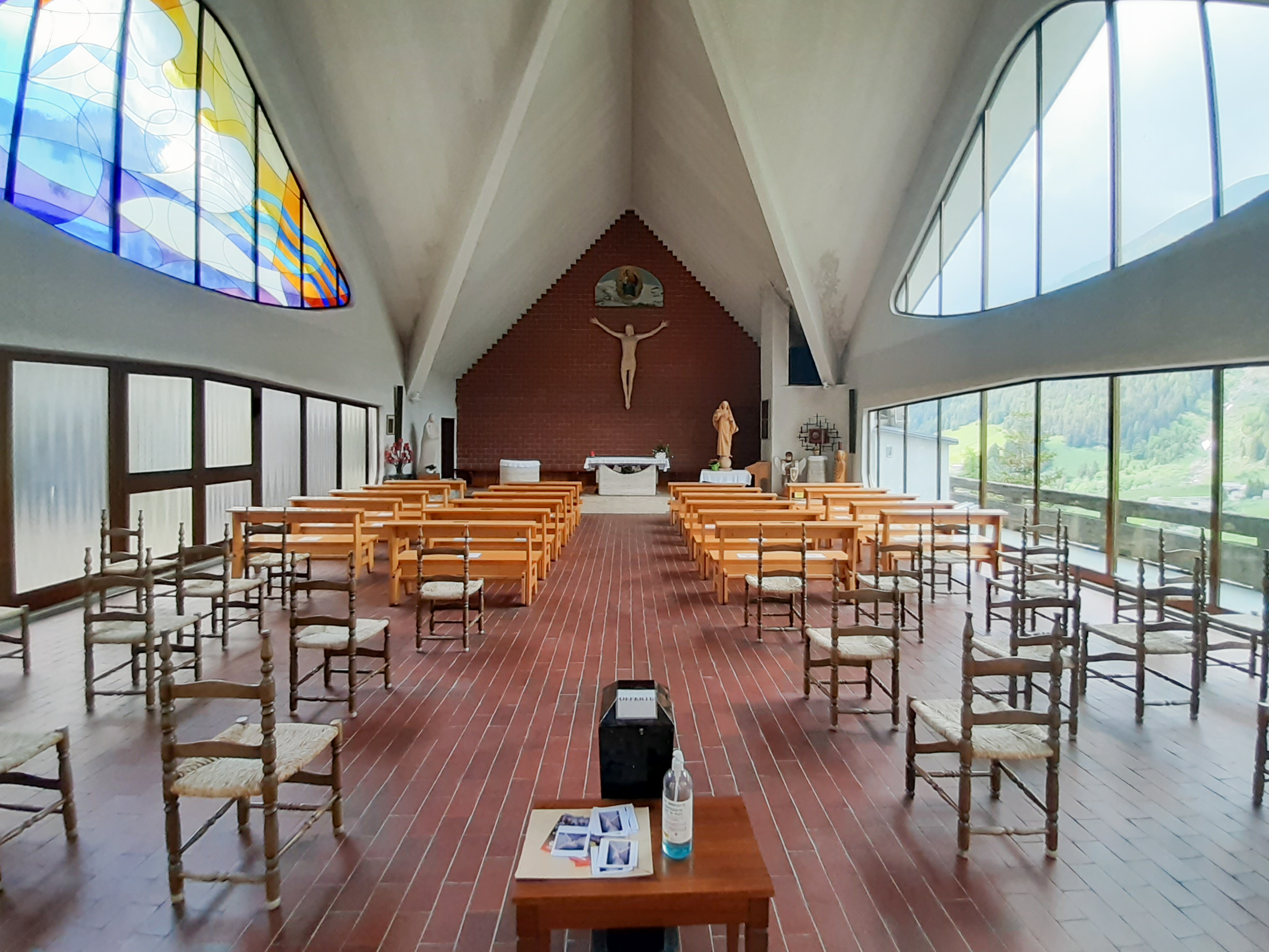
Navata
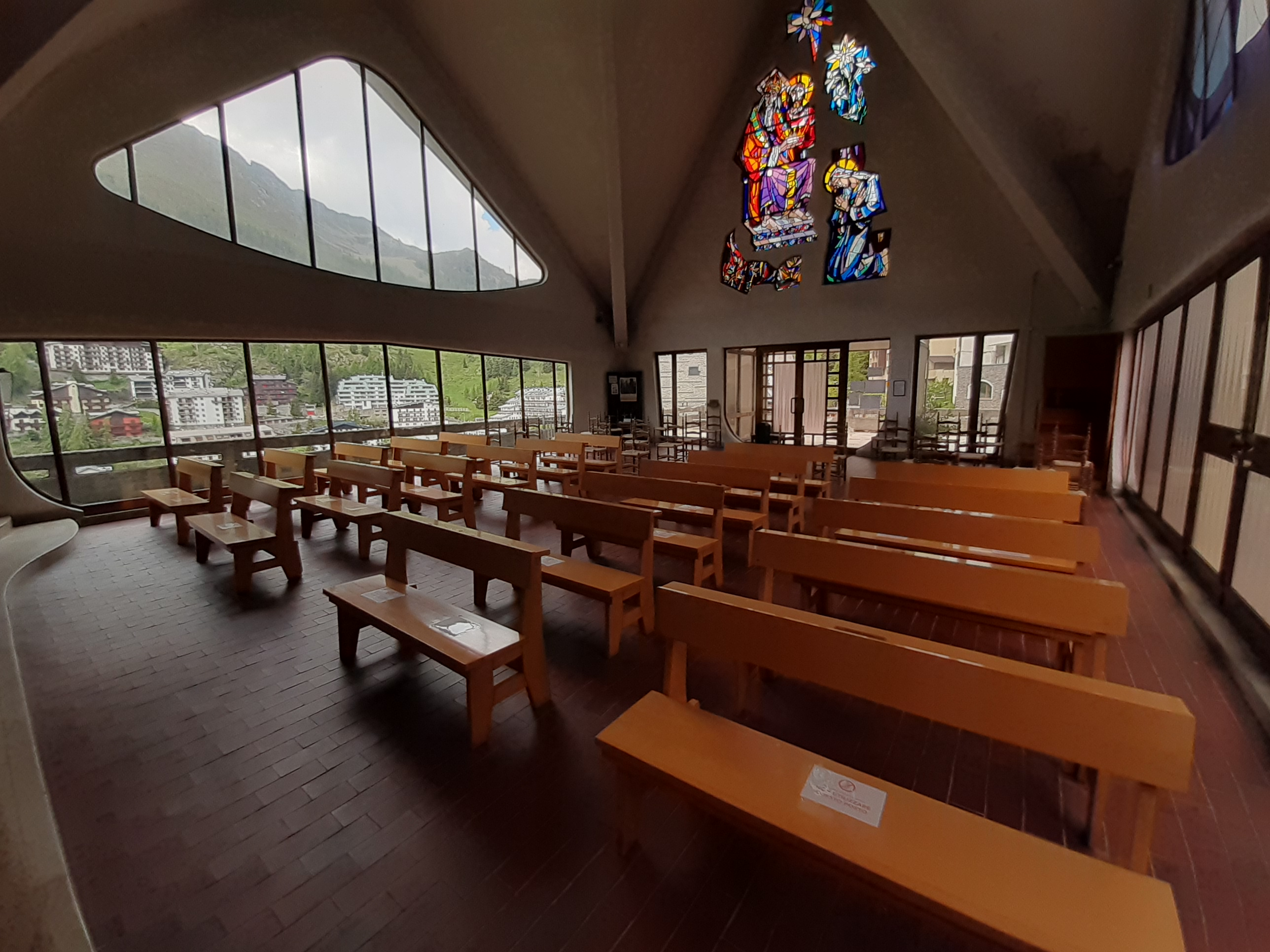
Altra prospettiva interna
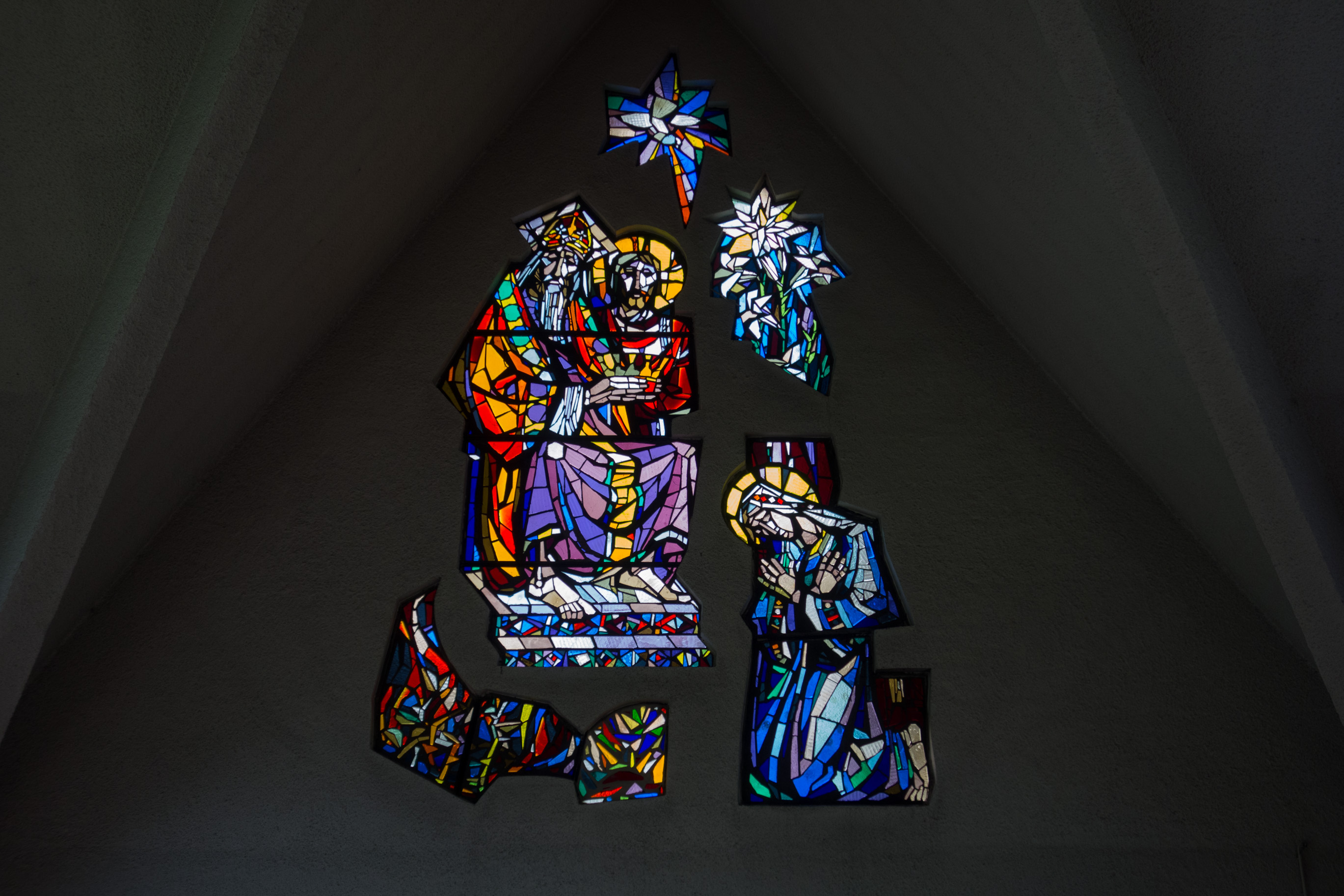
Vetrata artistica "Incoronamento di Maria Regina del cielo"
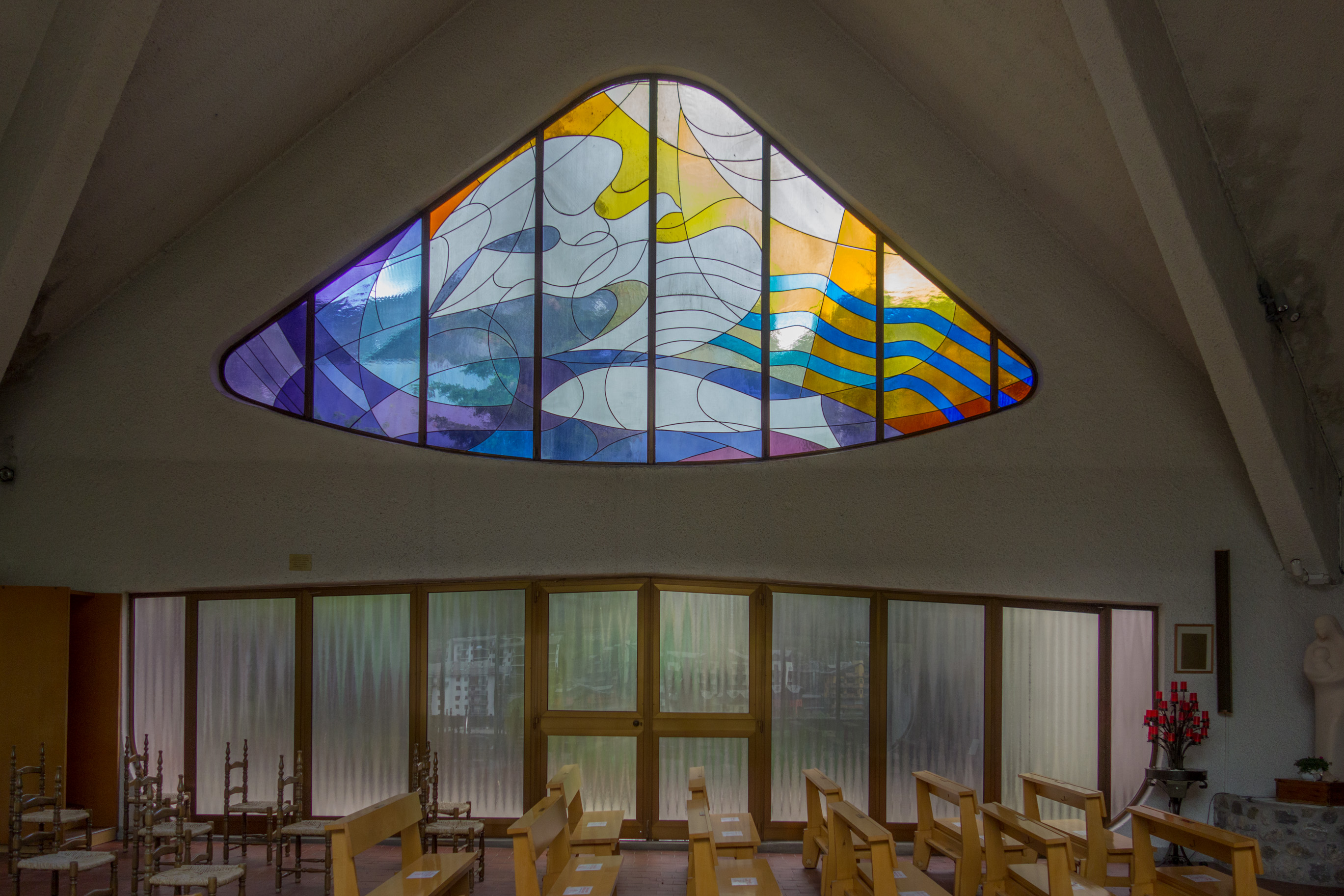
Vetrata con simboli liturgici
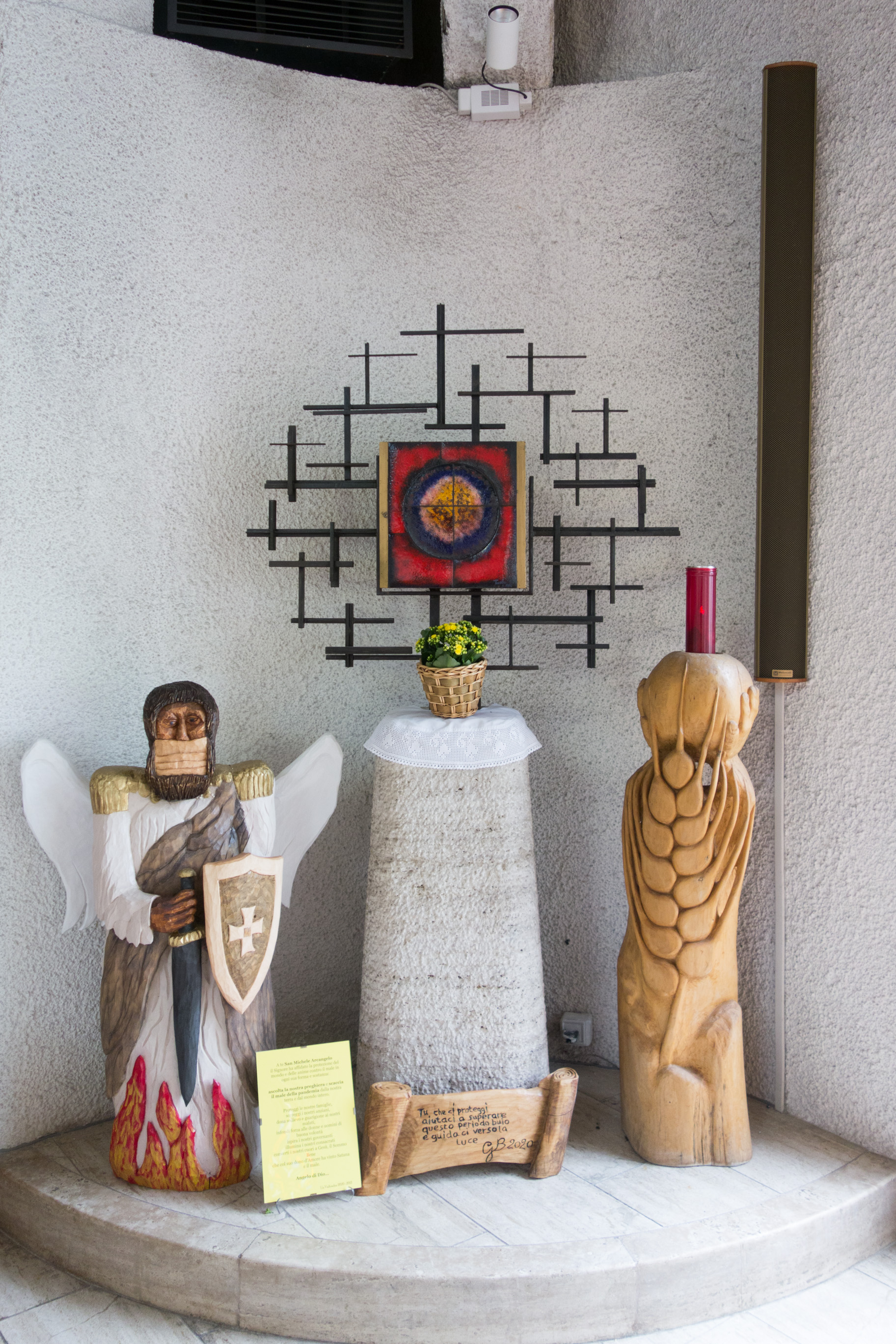
Tabernacolo metallico
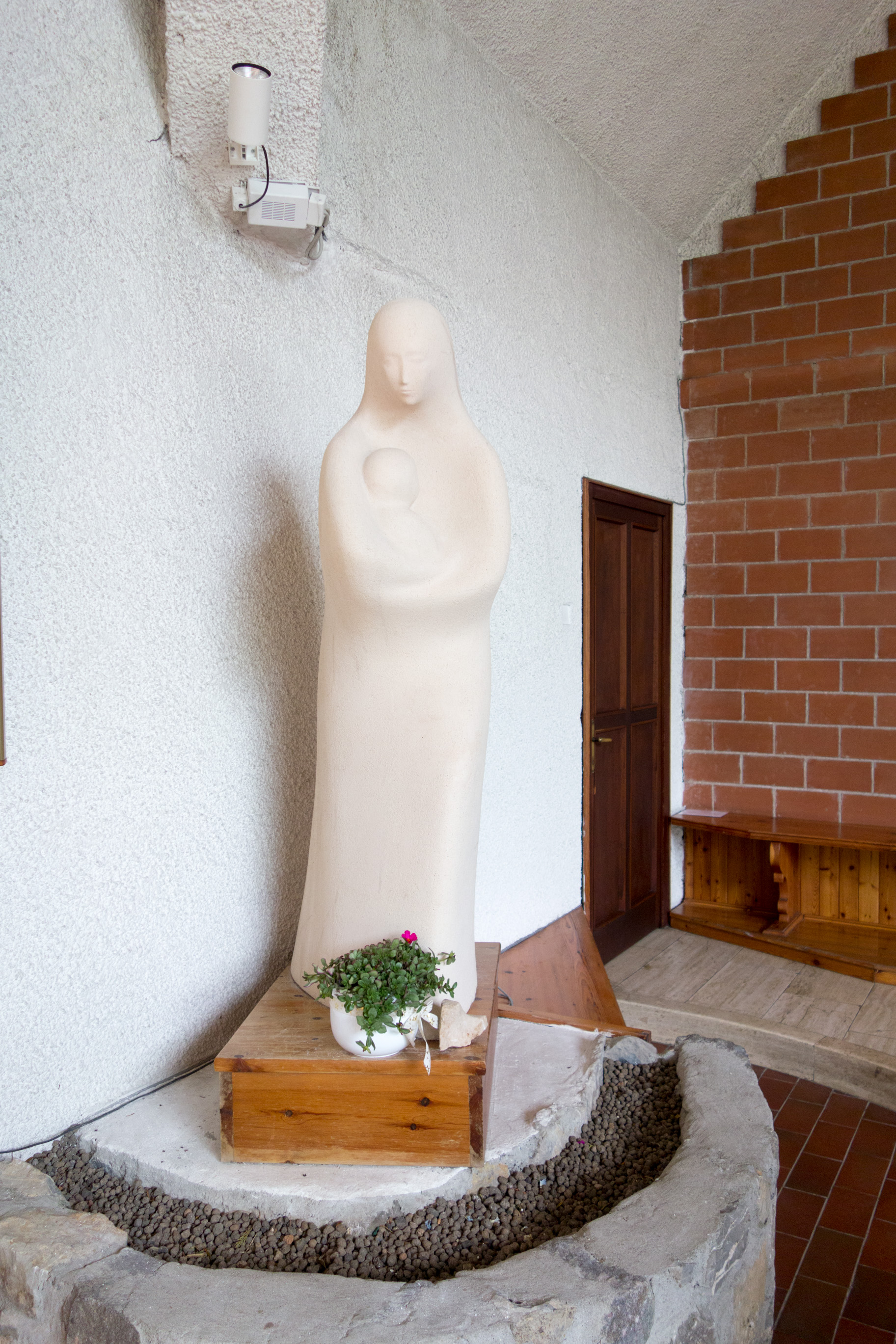
Statua in refrattario della Madonna della Neve
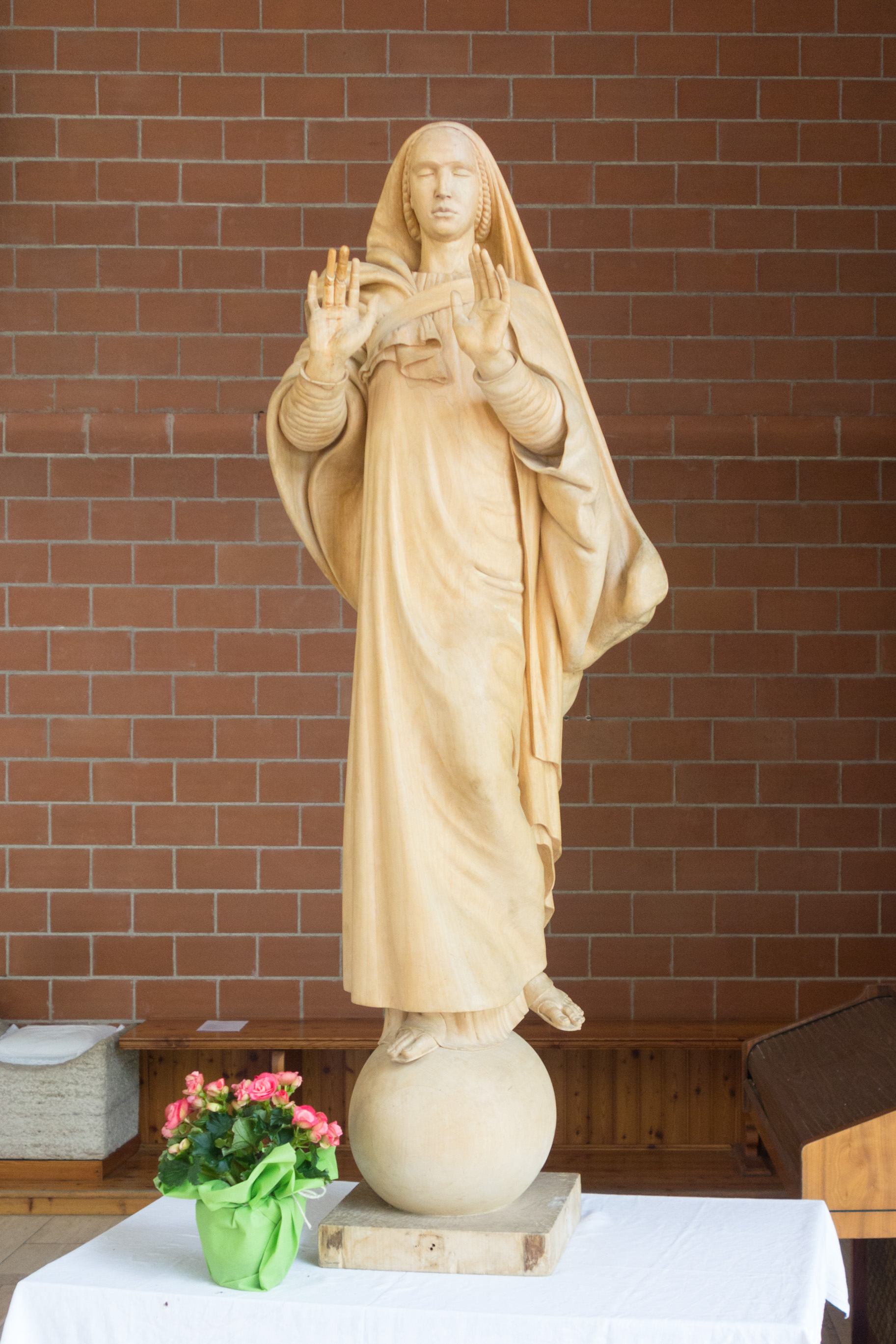
Statua lignea della Madonna Assunta
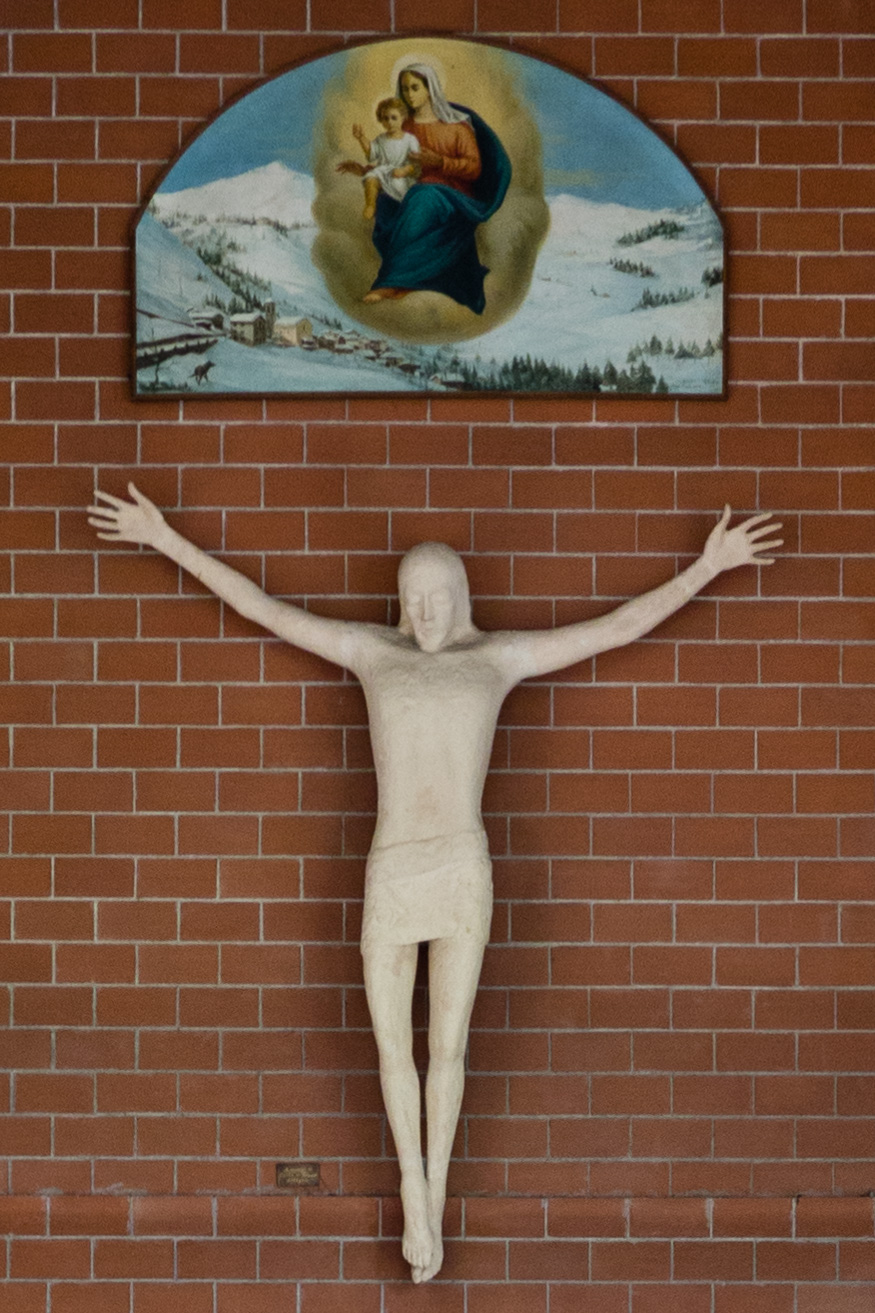
Crocifisso in refrattario e lunetta "Madonna della Neve"